# 1904년 하계 올림픽 다이빙 남자 플랫폼
1904년 하계 올림픽 다이빙 남자 플랫폼은 미국 세인트루이스에서 개최된 1904년 하계 올림픽 다이빙의 세부 종목이다. 9월 7일에 2개국에서 5명의 선수가 참가하였다.

## 경기 결과
| 순위 | 선수                        | 기록  |
| ---- | --------------------------- | ----- |
| 1    | 조지 셸던 (USA)             | 12.66 |
| 2    | 게오르크 호프만 (GER)       | 11.66 |
| 3    | 알프레트 바온슈베이거 (GER) | 11.33 |
| 3    | 프랭크 케호 (USA)           | 11.33 |
| 5    | 오토 후프 (GER)             | 불명  |

## 메달리스트
| 종목   | 금               | 은                     | 동                           |
| ------ | ---------------- | ---------------------- | ---------------------------- |
| 플랫폼 | 조지 셸던 · 미국 | 게오르크 호프만 · 독일 | 알프레트 바온슈베이거 · 독일 |
| 플랫폼 | 조지 셸던 · 미국 | 게오르크 호프만 · 독일 | 프랭크 케호 · 미국           |

## 참고 자료
- 국제 올림픽 위원회 - 1904년 하계 올림픽 다이빙 경기 결과 (영어)
- (영어) George Seymour Lyon - Olympic Individual gold medal winner 1904
- (폴란드어) Pawel, Wudarski (1999). “Wyniki Igrzysk Olimpijskich”. 2008년 10월 14일에 원본 문서에서 보존된 문서. 2006년 12월 17일에 확인함.